# Rákosiho znak

Rákosiho znak (Rákosi-címer)

Rákosiho znak, maďarsky Rákosi-címer, je označení pro státní znak Maďarské lidové republiky platný v letech 1949–1956. Znak je pojmenovaný podle Mátyáse Rákosiho, generálního tajemníka MDP a nejvyššího komunistického funkcionáře této doby, která se často nazývá Rákosiho éra.

## Historie

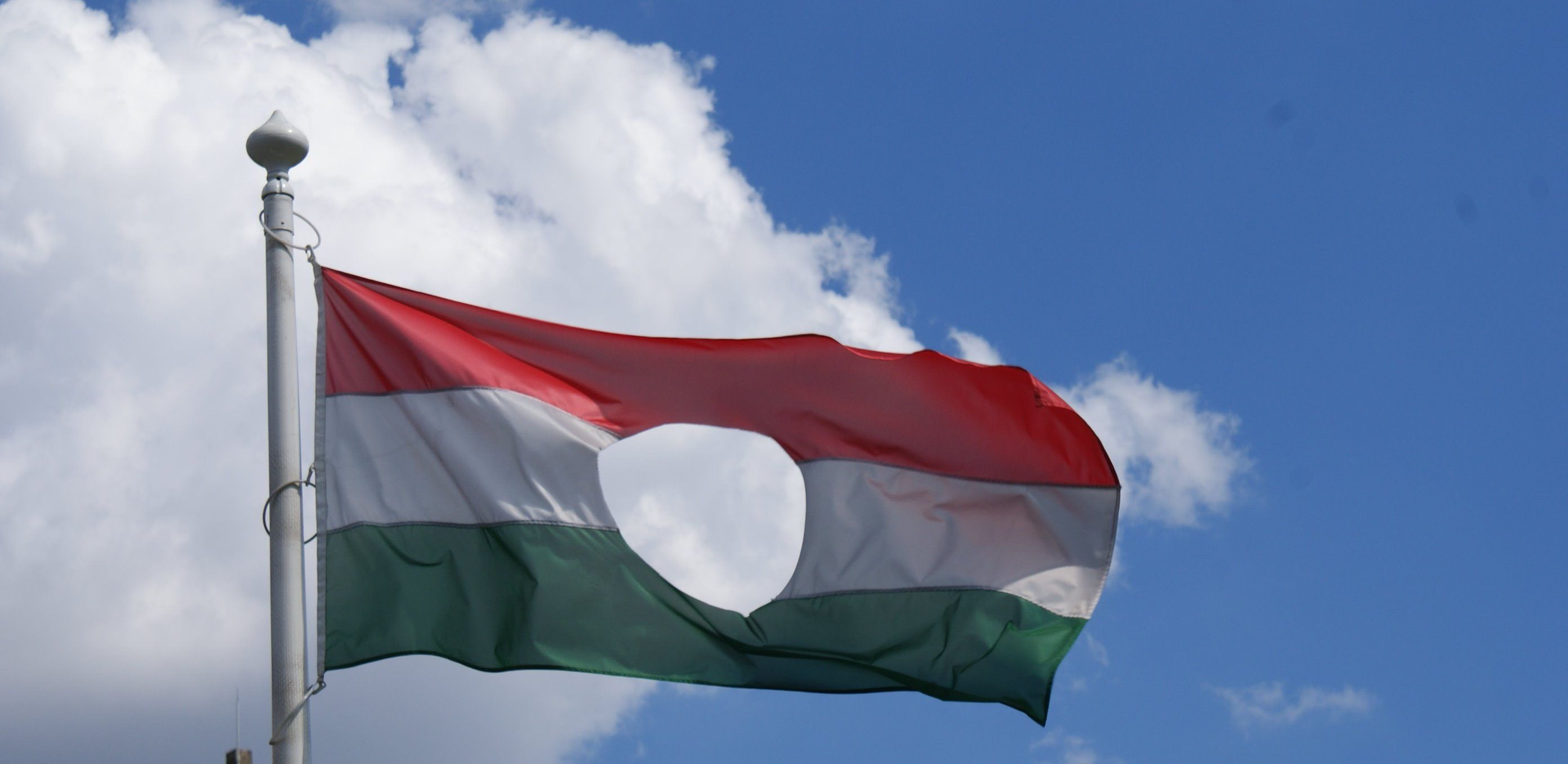
Maďarská vlajka s vystřiženým Rákosiho znakem

Rákosiho znak byl přijat se vznikem Maďarské lidové republiky v roce 1949. Byl vytvořen, jako většina znaků komunistických států, podle sovětského vzoru a nedodržuje proto žádná heraldická pravidla. Sám Mátyás Rákosi vytvoření nového znaku okomentoval slovy: „Že Kossuthův znak (používaný v předcházejících letech) nesymbolizuje skutečnost, že je Maďarsko země dělníků a rolníků.“
Rákosiho znak byl rovněž umístěn do středu státní vlajky. A právě vlajky s vystřiženým Rákosiho znakem, který obsahoval rudou hvězdu, se staly symbolem Maďarského povstání v roce 1956. Stejně tak byl tento znak během povstání strháván z budov a nahrazován Kossuthovým znakem.

## Popis
Státní znak měl ve středu zkřížený zlatý klas a kladivo pod velkou rudou pěticípou hvězdou, zpoza níž vycházely zlaté paprsky. Pozadí bylo modré, ohraničené věncem z obilných klasů, který byl v dolních části převázán stuhou v maďarský národních barvách.

### Oficiální popis
Oficiální popis státního znaku na základě Ústavy MLR z roku 1949 (XX. törvény 67. §):
| „ | Kétoldalt búza koszorúval egybefogott, kerek világoskék mezőben kalapács és búzakalász; a mező felső részén a mezőre sugarakat bocsátó ötágú vörös csillag, alján redőzött piros-fehér-zöldszínű szalag. | “ |